# Lhabab Düchen
Lhabab Düchen is een van de vier festivals in de Tibetaanse cultuur die het leven van Boeddha herdenkt. Lhabab Düchen vindt plaats op de 15e dag van de 9e maand van de Tibetaanse kalender.
Dit festival wordt gevierd dat Boeddha op 41-jarige leeftijd van de hemel terug naar aarde keerde. Volgens de traditie in het Tibetaans boeddhisme daalde hij naar beneden met behulp van een driedelige ladder, onder aanmoediging van zijn volgeling Maugalyayana. De ladder was gemaakt door Viswakarma, de godheid van de machines.
Andere festivals in Tibet zijn het Boterkaarsfestival, Yoghurtfestival, Gouden Ster-festival, Dajyur, Losar en Mönlam.